# Villotte-devant-Louppy
Villotte-devant-Louppy è un comune francese di 155 abitanti situato nel dipartimento della Mosa nella regione del Grand Est.

## Società

### Evoluzione demografica
Abitanti censiti